# Ennabeuren
Ennabeuren ist ein Ortsteil der Gemeinde Heroldstatt im Alb-Donau-Kreis in Baden-Württemberg. Im Zuge der Gemeindereform schlossen sich die beiden bis dahin selbständigen Gemeinden Sontheim und Ennabeuren am 1. Oktober 1973 zur neuen Gemeinde Heroldstatt zusammen.

## Geschichte
Das Haufendorf Ennabeuren wird 1092 erstmals urkundlich erwähnt. An der Straße nach Sontheim wurden Reihengräber entdeckt. 
Das Kloster Zwiefalten erwarb um 1100 Besitz von den hier und in der Umgebung begüterten Edelfreien von Steußlingen. 1129 wurde das Dorf von Herzog Friedrich II. auf einem Zug gegen das welfische Ravensburg niedergebrannt. 
Ein Ortsadel ist im 11. bis 13. Jahrhundert erwähnt. Auf die Steußlingen folgten die ihnen verwandten Gundelfingen. Im 15. Jahrhundert zerfiel das Dorf in drei Ortsherrschaften und um 1600 gab es einen helfensteinischen, einen grafeneckischen und einen württembergischen Schultheiß.
Im Jahr 1413 wurde Ennabeuren von Truchseß Hans von Bichishausen erworben und kam dann in die Hände der Treisch von Buttlar, später an  die Fürstenberg und 1806 an Württemberg. Der grafeneckische Teil wurde von Württemberg bis zu Beginn des 17. Jahrhunderts Stück um Stück aufgekauft. Das ganze Dorf kam 1808 zum Oberamt Münsingen, woraus später der Landkreis Münsingen wurde. Mit der Kreisreform zum 1. Januar 1973 gelangte Ennabeuren zum neugebildeten Alb-Donau-Kreis. 

## Sehenswürdigkeiten
- Kirche St. Cosmas und Damian

## Persönlichkeiten
- Karl Rath (1833–1903), Politiker
- Bernhard Leube (* 1954), Theologe